# Джон Макклейн
Джо́н Маккле́йн (англ. John McClane) — вымышленный герой серии фильмов «Крепкий орешек». Его роль во всех фильмах исполнял один актёр — Брюс Уиллис.
Джон Макклейн был изначально основан на детективе Джо Леланде из романа Родерика Торпа «Ничто не вечно», Фрэнке Мэлоуне из романа Уолтера Уэйджера «58 минут» (адаптирован для фильма «Крепкий орешек 2») и частично Грязном Гарри.

## Служба
В фильме «Крепкий орешек 4.0» главный антагонист Томас просматривает личное дело Джона Макклейна, где видно:
Должность: Детектив класса D-2

Номер значка: 7479

Год обучения в Полицейской академии: 1977 год

Выпуск: 23 июня 1977 года
- 1977 — начало работы в полиции
- 1979 — повышение одобрено
- 1981 — тест на звание детектива. (Набрано 92 %)
- 1983 — тест на звание сержанта. (Набрано 94 %)
- 1987 — тест на звание лейтенанта. (Набрано 91 %)
- 1977—1980 — служба в полиции нравов
- 1980—1984 — отдел по борьбе с наркотиками
- 1985—1994 — отдел грабежей и убийств
- 2002 — назначение в сводные силы антитеррора

В фильме «Крепкий орешек» на левой руке Джона видна татуировка «череп в цилиндре».

## Награды
- 1978 — получение «звезды»
- 1979 — медаль за спасение жизни
- 1980 — благодарность за службу
- 1982 — медаль за выдающуюся службу обществу города Нью-Йорк
- 1984 — медаль за спасение жизни
- 1985 — благодарность за службу обществу
- 1988 — благодарность за исключительную службу обществу города Лос-Анджелес, инцидент в Башне Накатоми
- 1990 — благодарность за профессионализм, быстрое решение инцидента с террористами в аэропорту г. Вашингтон
- 1993 — медаль за выдающуюся службу
- 1994 — медаль за спасение жизни

## Семья

### Холли Дженеро
Хо́лли Джене́ро Маккле́йн — жена Джона Макклейна. В течение серии фильмов их отношения становятся все более и более напряжёнными, к четвёртому фильму супруги разведены. У них двое детей: Джек и Люси. Холли играет актриса Бонни Беделия.
Впервые появляется в фильме «Крепкий орешек», где является заместителем директора филиала японской корпорации «Накатоми», офис которой расположен в Накатоми Плаза (Лос-Анджелес). Она уже замужем за Джоном, но из-за работы переехала с детьми из Нью-Йорка в Лос-Анджелес, чем Джон очень недоволен. Большую часть фильма Холли находится в заложниках в группе, а Джон борется с террористами. В конце фильма Холли становится последним заложником, так как имеет личное отношение к Джону.
В «Крепком орешке 2» Холли снова заложница, но уже косвенно, среди сотен людей в самолетах над аэропортом г. Вашингтон.
В «Крепком орешке 3» Холли не появляется. Только голос по телефону, когда Джон звонит ей, чтобы наладить отношения. Холли с детьми живёт в Лос-Анджелесе, а Джон снова в Нью-Йорке.
В «Крепком орешке 4» Холли появляется в виде фото на водительских правах, которое просматривает антагонист Томас Габриель. К этому времени Холли и Джон уже разведены.

### Люси Дженеро-Макклейн
Лю́си Джене́ро-Маккле́йн — дочь Джона Макклейна, родилась в 1982 году. Её сыграли Тэйлор Фрай в «Крепком орешке» 1988 года и Мэри Элизабет Уинстэд в «Крепком орешке 4» 2007 года. Впервые появляется, когда Холли звонит домой, и Люси с ней разговаривает.
В «Крепком орешке 4» Люси появляется со своим «непарнем», когда Джон вмешивается в их свидание. Люси называет папу по имени, говорит, что он умер и требует называть её по фамилии матери — Люси Дженеро. Кибертеррорист Томас Габриэль похищает Люси из-за Джона, преследующего его. В плену Люси показывает свой бойцовский характер, унаследованный от отца. Она не падает духом, сообщает отцу, сколько террористов осталось, при попытке к бегству стреляет в одного террориста. В плену знакомится и интересуется невольным напарником Джона, хакером Мэттью Фэррелом.
На эту роль претендовали Джессика Симпсон, которая провалила пробы, а также Бритни Спирс, Пэрис Хилтон и Тэйлор Фрай, которая играла дочь Макклейна в первом фильме 1988 года.

### Джек Макклейн-младший
Джек Маккле́йн-младший — сын Джона Макклейна, родился в 1984 году. Первый раз появляется в «Крепком орешке» 1988 года в эпизоде. Его играет Ноа Ланд. В «Крепком орешке 4» Томас Габриель называет его Джек Дженеро. Предполагалось участие Джона «Джека» младшего в фильме, на его роль претендовал Джастин Тимберлейк. В 5 фильме «Крепкий орешек: Хороший день, чтобы умереть» Джона «Джека» играет Джай Кортни. По сюжету Джек, оперативник ЦРУ, оказывается замешан в побеге русского олигарха-диссидента из тюрьмы.

## Критика и отзывы
- Журнал Empire поставил Джона Макклейна на 7 место в своём списке 100 величайших киноперсонажей всех времён[1].
- В рейтинге «Лучший кинозадира всех времён», составленном телеканалом MTV по результатам голосования режиссёров, актёров и кинозрителей, Макклейн занял третье место, уступив только Эллен Рипли и Грязному Гарри[2].
- Журнал Entertainment Weekly составил в 2009 году список «20 самых крутых героев в поп-культуре всех времён» и определил в нём Макклейна на 6 место, описывая его как «антиБонда». По мнению авторов, герои Киану Ривза в «Скорости», Уэсли Снайпса в «Пассажире 57» и Жан-Клода Ван Дамма в «Внезапной смерти» являются «потомками и подражателями» Макклейна[3].

## Другие появления
В пародийной комедии 1993 года «Заряженное оружие» убийцы на вертолете по ошибке уничтожают дом Джона Макклейна; роль вновь исполнил Уиллис.
В 2020 году Уиллис, а также актёры первого фильма серии Деворо Уайт (водитель лимузина Аргайл) и Кларенс Джильярд-мл. (спец по компьютерам Тео), вновь сыграли своих персонажей в рекламном ролике аккумуляторов DieHard.